# Kilafors

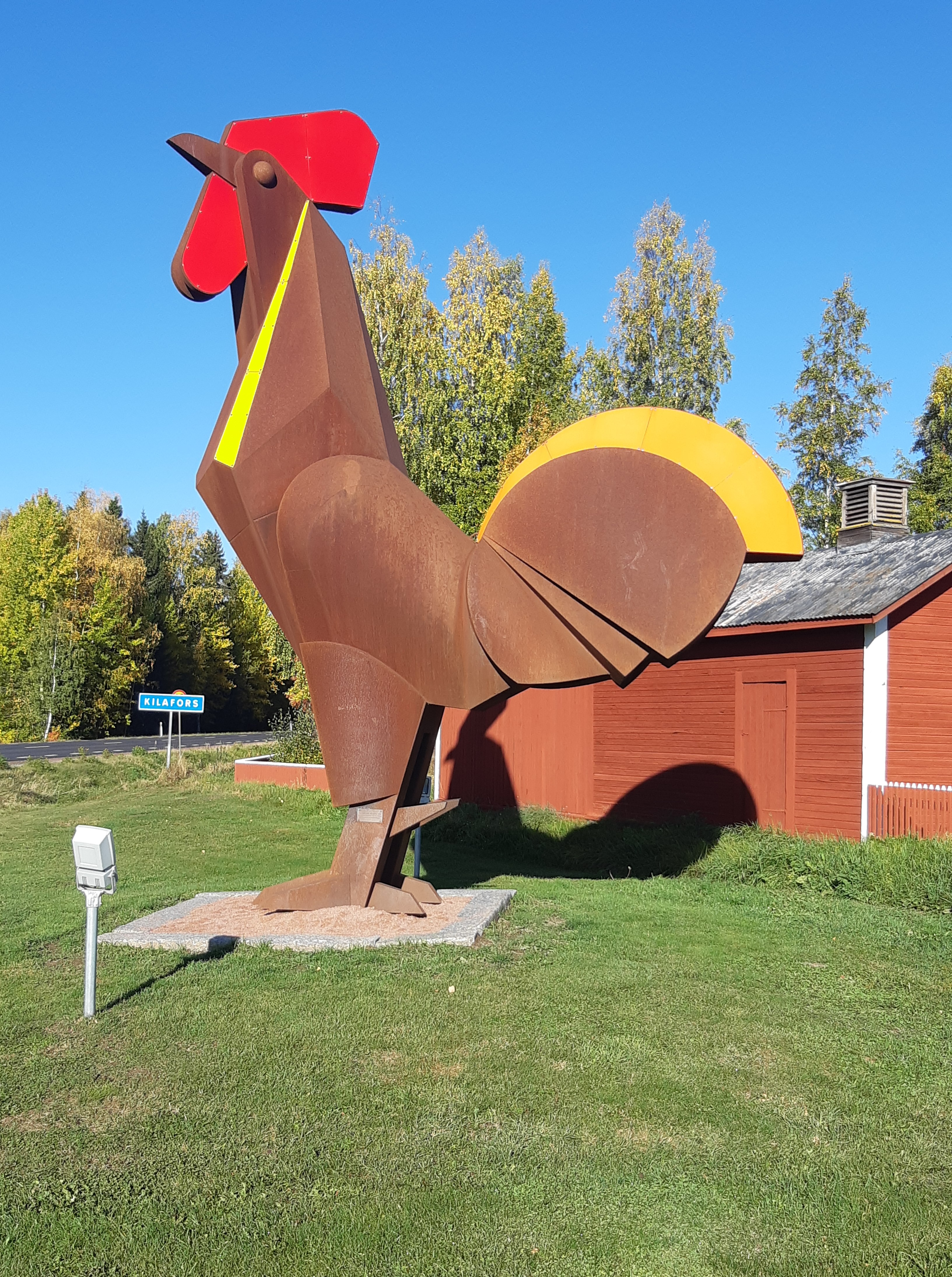
Tuppen vid södra infarten av riksväg 83 i Kilafors. Skulptur i cortén och emalj placerad vid Lövlundaskolan år 2002.

Kilafors är en tätort i södra Hälsingland och Bollnäs kommun. Riksväg 83 och Norra stambanan passerar genom orten, här ansluter också järnvägen från Ostkustbanan i Söderhamn.

## Historia

### Järnhantering
Under rysshärjningarna 1721 brändes järnbruket Östanbro vid kusten, vid Sandarne, ned. Ägaren, Albin Grundelstierna, ville då bygga ett järnbruk mer skyddat inåt landet. Han ansökte om att få flytta privilegierna till Kila å och år 1725 startades tillverkning i det nyuppförda Kilafors järnbruk. I slutet av 1800-talet grundades Skogens Kol AB, ett samarbete mellan flera järnbruk som skulle förse dem med billigare träkol.

### Järnvägen
År 1876 tillfrågades kommunen var järnvägsstationen borde förläggas. Då föreslog brukspatron Carl Anton Rettig att stationen skulle kunna läggas mellan Kilafors och Carlslund, där en blivande järnväg från Söderhamn kunde anslutas, och att stationens namn skulle få bli Kilafors. Tidigare förslag att stationen skulle heta Hanebo och placeras vid kyrkan hade förkastats. Järnvägen genom orten fram till Bollnäs invigdes år 1878. Kilafors station fick elektrisk belysning redan år 1889, strömmen kom från Kilafors Järnverks AB. Här hade man installerat en elektrisk belysningsanläggning.

### Handel, och samhällsservice
I tätorten fanns många butiker och olika serviceinrättningar som hälsocentral, banker, begravningsbyrå, bensinstationer med service, bilaffär med verkstad, blomsterhandel, bosättnings/hemslöjdsaffär, möbelaffär, bageri med konditori, café, cykelreparatör med butik, dam- och herrekipering, elaffär, fotoateljé, frisörer, färghandel, hotell, järnhandel, kiosk, matvarubutiker, pappershandel, post, radioaffär, skräddare, skomakare, slaktare med butik, folktandvård, barnmorska, distriktssköterska, taxiföretag, urmakare samt Missionskyrka. 
Många av dessa fanns kvar till slutet av 1900-talet. 
Sydost om Kilafors längs riksväg 83 fanns skidanläggningen Norrlandsporten innan den gick i konkurs 2001.
År 2023 finns begravningsbyrå, frisersalong, "gym", matvaruaffärer, Radio-TV butik, Garnbutiken (i Garntjänsts lokaler på Frivy) en kioskrörelse med servering och ett par matserveringar, hälsocentral, apotek, biografteater samt Svenska kyrkans lokal och Missionskyrkan.

## Företag och småindustri
Postorderföretaget Garntjänst, som sålde garner och mönster för stickning, hade sitt säte i Kilafors, där också landets enda garntjänstbutik fanns. Garntjänst hade sitt ursprung från Västansjö ullspinneri som grundades av Lars Lindblom år 1864. 
I Kilafors med omnejd finns ett stort antal småföretag i olika branscher som sågverk, tillverkning av lastbilssläp, hustillverkning, plåtslagare, el och elektronik, samt olika maskinentreprenörer för att nämna några.  
Kilafors har under 2000-talet blivit ett centrum för filmproduktion i Gävleborg då bland annat filmklipparen Håkan Karlsson och VFX-företaget SoThisIsWhy har etablerat sig på orten. Regissören John O. Olsson, storyboard-artisten Thomas Lothström, regissören Johan Bodell samt Oscarsvinnande scenografen Anna Asp är alla uppvuxna på orten.

## Föreningsliv

### Idrott
Idrottsföreningen Kilafors IF bildades 1919, och har bland annat utövat fotboll, längdåkning, boxning, ishockey och friidrott. Kilafors IF A-lag för herrar huserar numera i division 4 (2024). Kilafors IF B-lag spelar i division 6 (2024). Damlaget finns representerat i Division 3 (2024). Fotbollslagets hemmaplan heter Knöttas och har en konstgräsplan samt läktare med tak. 1981 blev laget distriktsmästare. Tränare då var Lars Lagerbäck, i sitt första tränaruppdrag, och som senare blev förbundskapten för bland annat Sverige. Även fotbollsmålvakten Tim Rönning inledde karriären i Kilafors IF.

### Bio och nöje
I Kilafors finns också Kilafors Biografteater från 1933. Den köptes av kommunen 1991 som då planerade att riva byggnaden. En segdragen kamp för bevarande inleddes. Strävandena mynnade så småningom ut i bildandet av Kilafors Biografförening (dåvarande namnet var Kilafors Bygde- och Kulturförening), vilken sedan dess skött fastigheten. Från att till en början ha hyrt fastigheten av kommunen äger föreningen den sedan 2001. Under åren har fastigheten byggts ut och renoverats och är idag en välanvänd samlingspunkt i bygden. I huset arrangeras förutom filmvisningar bland annat yoga, konserter, danscafé, teater och mycket mer. Kilafors teaterförening och medieföreningen Bildbruket hyr också lokaler i Biografteatern.   
Sommaren 2008 startade den numera nedlagda Rockweekend, som var en av Sveriges största hårdrocksfestivaler, i Kilafors.
Artisterna och systrarna Hanna och Lina Hedlund och två av grundarna till hårdrocksgruppen Overload, Hasse Ottosson och Matte Lindblom, kommer från Kilafors.

## Befolkningsutveckling
| Befolkningsutvecklingen i Kilafors 1950–2020 | Befolkningsutvecklingen i Kilafors 1950–2020 | Befolkningsutvecklingen i Kilafors 1950–2020 | Befolkningsutvecklingen i Kilafors 1950–2020 | Befolkningsutvecklingen i Kilafors 1950–2020 |
| -------------------------------------------- | -------------------------------------------- | -------------------------------------------- | -------------------------------------------- | -------------------------------------------- |
|                                              |                                              |                                              |                                              |                                              |
| År                                           |                                              |                                              | Folkmängd                                    | Areal (ha)                                   |
| 1950                                         | 1950                                         |                                              | 497                                          |                                              |
| 1960                                         | 1960                                         |                                              | 873                                          |                                              |
| 1965                                         | 1965                                         |                                              | 975                                          |                                              |
| 1970                                         | 1970                                         |                                              | 1 092                                        |                                              |
| 1975                                         | 1975                                         |                                              | 1 249                                        |                                              |
| 1980                                         | 1980                                         |                                              | 1 446                                        |                                              |
| 1990                                         | 1990                                         |                                              | 1 271                                        | 157                                          |
| 1995                                         | 1995                                         |                                              | 1 206                                        | 163                                          |
| 2000                                         | 2000                                         |                                              | 1 150                                        | 163                                          |
| 2005                                         | 2005                                         |                                              | 1 124                                        | 163                                          |
| 2010                                         | 2010                                         |                                              | 1 126                                        | 162                                          |
| 2015                                         | 2015                                         |                                              | 1 197                                        | 151                                          |
| 2020                                         | 2020                                         |                                              | 1 168                                        | 156                                          |
|                                              |                                              |                                              |                                              |                                              |

## Sevärdheter och utflyktsmål
Intressanta platser i Kilafors är bland andra Kilafors herrgård som ligger vid sjön Bergvikens strand. Nuvarande huvudbyggnad uppfördes 1936-38 enligt arkitekten Björn Hedvalls ritningar medan flyglar är från 1700-talet.
Kilafors är även känt för sin närhet till Hårgaberget, där djävulen enligt en känd sägen lockade ortens ungdomar att dansa till hans fiolspel tills endast benpipor fanns kvar. Vid foten av Hårgaberget i byn Hårga ligger Hembygdsgården, här startar Hälsingehambon på ängen andra lördagen i juli månad. 
Rondellen efter riksväg 83 i Kilafors pryds av en spelman i ett träd samt tre danspar runtom honom.
Tre kilometer norr om Kilafors i byn Norrfly finns Bollnäs Golfklubbs artonhåls golfbana, Hårgabanan. 
Två kilometer sydost om Kilafors centrum ligger tätorten Sibo där en av världens äldsta dieselmotorer fortfarande är i drift under schemalagda tider på somrarna.  

## I media
Scener till John O. Olssons TV-serie Möbelhandlarens dotter filmades på Kilafors Herrgård. Delar av TV-serien Den döende detektiven filmades i Kilafors. Under 2009 filmades delar av David Finchers film The Girl with the Dragon Tattoo in i Kilafors och närliggande Segersta. Sommaren 2016 filmades skräckfilmen The Cabin av Johan Bodell in i Kilafors. Filmen Midsommer av Ari Aster utspelar sig i Hårga, Hälsingland och bygger löst på Hårgasägnen. 2020 spelades scener till Netflix-serien Kärlek och Anarki, med Hälsingebördiga Ida Engvoll i huvudrollen in i Kilafors.